# アーニー・ワッツ

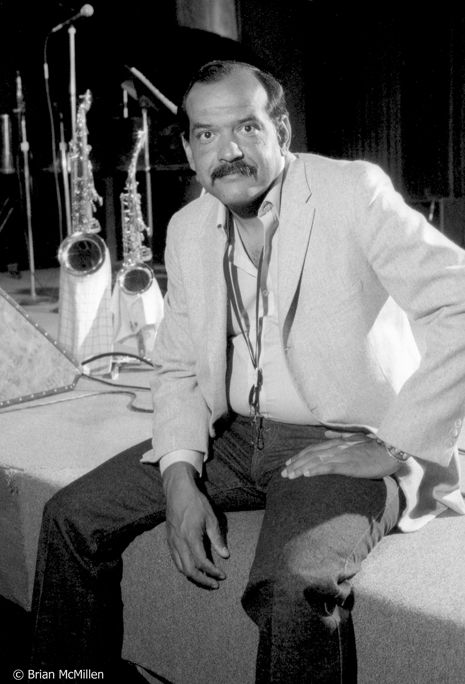
アーニー・ワッツ（1987年）

アーニー・ワッツ（Ernie Watts、1945年10月23日 - ）は、アメリカのサックス奏者。

## 経歴
ワッツは13歳でサックス演奏を始める。サックスを始めるきっかけは、マイルス・デイヴィスの『カインド・オブ・ブルー』を聴き、本作に参加したジョン・コルトレーンの演奏に衝撃を受けたことだった。
ワッツは大学で音楽を学び、主にテナー・サックス奏者としての知名度を確立。バディ・リッチのバンド・メンバーの1人となる。その後もジェラルド・ウィルソン、オリヴァー・ネルソンと共演。特にネルソンとはアフリカでツアーを行った。この間、ワッツはスタジオ・ミュージシャンとしても活躍。セロニアス・モンク、クインシー・ジョーンズ、エイブラハム・ラボリエル、ディジー・ガレスピー、ケニー・バレル、サラ・ヴォーン、チャーリー・ヘイデンらジャズ・フュージョン系のミュージシャンだけではなく、アレサ・フランクリン、ナタリー・コール、ディオンヌ・ワーウィック、ポール・マッカートニー、マーヴィン・ゲイなど様々なジャンルのミュージシャン共演した。
特にチャーリー・ヘイデンとは多くのアルバムで共演した他、ローリング・ストーンズによる1981年のツアーに参加したことで知られており、ライブ・アルバム『スティル・ライフ』でその演奏を聴くことができる。また、デイヴ・グルーシンが中心となって結成したGRPオールスター・ビッグ・バンドのメンバーにも名を連ねた。
自身のリーダー作も多数リリースしており、2006年に発表したリーダー・アルバム『Analog Man』はインディペンデント・ミュージック・アワードのベスト・ジャズ・アルバムを受賞した。

## ディスコグラフィ

### リーダー・アルバム
- Planet Love (1969年、Pacific Jazz)
- 『ワンダー・バッグ』 - The Wonder Bag (1972年、Vault)
- 『ルック・イン・ユア・ハート』 - Look in Your Heart (1980年、Elektra)
- 『炎の走者』 - Chariots of Fire (1982年、Qwest) ※旧邦題『チャリオッツ・オブ・ファイアー』
- 『ミュージカン』 - Musician (1985年、Qwest)
- 『サンクチュアリー』 - Sanctuary (1986年、Qwest)
- 『ザ・アーニー・ワッツ・クァルテット』 - The Ernie Watts Quartet (1987 [1991]年、JVC)
- 『アフォシェ』 - Afoxe (1991年、CTI) ※with ジルベルト・ジル
- 『アイ・ヒア・ア・ラプソディ』 - Reaching Up (1994年、JVC)
- 『ユニティ』 - Unity (1995年、JVC)
- 『ザ・ロング・ロード・ホーム』 - The Long Road Home (1996年、JVC)
- 『クラシック・ムーズ』 - Classic Moods (1998年、JVC)
- Reflections (2000年、Flying Dolphin) ※with ロン・フォイア
- Alive (2004年、Flying Dolphin)
- Spirit Song (2005年、Flying Dolphin)
- Analog Man (2006年、Flying Dolphin)
- To The Point (2007年、Flying Dolphin)
- 『オール・ブルース』 - All Blues (2008年、Mojo) ※with プラス・ジョンソン、LA R&Bプロジェクト
- Four Plus Four (2009年、Flying Dolphin)
- Oasis (2011年、Flying Dolphin)
- A Simple Truth (2014年、Flying Dolphin)
- Wheel of Time (2016年、Flying Dolphin)
- Home Light (2018年、Flying Dolphin)

カーマ
- Celebration (1976年、Horizon/A&M)[3]
- 『カーマ』 - For Everybody (1977年、Horizon/A&M)[4]